# Народився я в Сибіру
«Народився я в Сибіру» (рос. «Родился я в Сибири») — радянський художній фільм 1982 року, знятий режисером Адольфом Бергункером на кіностудії «Ленфільм».

## Сюжет
Герой фільму — Василь Зав'ялов — сибіряк, директор школи в Тургусі, де народився та виріс. За плечима — армія та педінститут. Сільські комуністи поважають його та обирають секретарем райкому партії

## У ролях
- Олексій Жарков — Василь Зав'ялов
- Ігор Кваша — Абрамов
- Ірина Акулова — Маріша
- Наталія Єгорова — Лідія Кузьмівна
- Олексій Булдаков — Разговоров
- Михайло Жигалов — Лукич
- Данило Тітус — Васятка
- Борис Соколов — композитор
- Василь Корзун — епізод
- Вадим Яковлєв — епізод
- Борис Аракелов — епізод
- Євген Артем'єв — епізод
- Юрій Башков — епізод
- Дагмара Вавілова — епізод
- Валерій Захар'єв — епізод
- Віктор Іллічов — кореспондент
- Герман Колушкін — епізод
- Валерій Кравченко — епізод
- Ніна Мазаєва — секретарка секретаря обкому
- Любов Малиновська — вчителька
- Олександр Марков — епізод
- Станіслав Соколов — епізод
- Микола Федорцов — епізод
- Альоша Свєрчков — епізод
- Олександр Манін — епізод

## Знімальна група
- Режисер — Адольф Бергункер
- Сценарист — Юрій Яковлєв
- Оператор — Олег Куховаренко
- Композитор — Владислав Кладницький
- Художник — Всеволод Улітко